# ميخائيل سانشيز
ميخائيل سانشيز (الروسية: Санчес, Майкл Робертович) (5 يونيو 1986 في أوكرانيا - ) هو لاعب كرة طائرة كوبا وروسيا في مركز ضارب خارجي ‏. لعب مع Arkas Spor ‏.

## وصلات خارجية
- ميخائيل سانشيز على موقع الاتحاد الأوروبي (الإنجليزية)
- ميخائيل سانشيز على موقع عالم الكرة الطائرة (الإنجليزية)